# مگردیچ
مکرتیچ یا مگرتیچ یا مگردیچ (به ارمنی: Մկրտիչ) نام کوچک مردانه رایج در میان ارمنیان می‌باشد و ممکن است به یکی از موارد زیر اشاره داشته باشد:
- مکرتیچ آرزومانیان،  هنرپیشه، طنزپرداز، شومن، فیلم‌نامه‌نویس، تهیه‌کننده تلویزیونی
- مکرتیچ آرزومانیان با نام هنری هایکو مکو، هنرپیشه
- مگردیچ آرمن، نویسندهٔ
- مکرتیچ آوتیسیان، نویسنده، روزنامه‌نگار و چهره سیاسی
- مکرتیچ پرتوگالیان، سیاست‌مدار
- مگردیچ پشیکتاشلیان
- مگردیچ تومانیان، استاد ریاضیات در دانشگاه‌های ایران و نویسنده
- مکرتیچ جیوانیان، نقاش
- مگردیچ خریمیان،  رهبر مذهبی و سیاسی
- مگردیچ خان داویدخانیان، فرد نظامی
- مگردیچ سارگسیان
- میناس مگردیچ ظهراب، نقاش
- مگردیچ مارکوسیان، پدیدآور، و نویسنده
- مکردیچ مکریان، ورزشکار
- مگرتیچ ناقاش، شاعر، و نقاش

## مرتبط
- مکرتچیان
- آرشاویر مگردیچ